# Carnavalintro
«Carnavalintro» es la canción debut como solista del cantante argentino Chano, siendo el séptimo sencillo de su primer álbum de estudio El Otro. Esta canción es una de las más reconocidas del artista, logrando ser un completo hit, y siendo por lejos el tema más popular del mismo.

## Historia
Una vez confirmado el impasse de Tan Biónica, en abril de 2016, Chano apostó a empezar su carrera solista. Así fue como nació "Carnavalintro", compuesta por él en el marco del reality que difundió en redes sociales, "#BuscarLaCancion". Fue un completo éxito, cosechando números récord y llegando al podio tanto en Argentina como en el resto de Latinoamérica.
En una entrevista con Susana Giménez, Chano dijo lo siguiente:

"...La verdad que no me lo esperaba, el impasse de Tan Biónica fue... nosotros somos amigos de toda la vida y bueno, quince años con tus amigos, en un momento tenés que parar un poco. Decidí hacer una canción casi como un chiste con los fans, fui a Nueva York, no sabía que hacer y volví, la grabé, y explotó. Estoy feliz, es mi trabajo..."

## Video musical
Su videoclip fue grabado en el Teatro Colón y dirigido por The Vrodas y Juan Chappa. La canción contó con la producción del Cali y El Dandee, lo que marcó un estilo más urbano, cercano al reguetón en la canción. Chano es visto como un personaje de un videojuego, y bailando en el teatro. Además de la gran edición audiovisual, se puede observar a varios bailarines y actores secundarios. 